# 毛利政明
毛利 政明（もうり まさあき）は、長門国清末藩の第5代藩主。

## 生涯
寛政元年（1789年）12月1日、伊勢長島藩主・増山正賢の次男として江戸で生まれる。初名は増山正朝（まさとも）。文化14年（1817年）10月9日、毛利匡邦の養子となった。第4代藩主・匡邦の長男・匡民の早世により、父・正賢が匡邦の従兄（政明が第2代藩主・毛利匡広の曾孫）に当たることから養子に迎えられた。同年2月15日、将軍徳川家斉に御目見する。文化15年（1818年）3月4日、匡邦の隠居により家督を継いだ。しかし、同年3月26日に死去した（公には6月24日死去とされた）。享年30。
末期養子の元世が跡を継いだ。
家督を継いでからの早すぎる死は、自殺であるとも、増山家からの養子である政明の家督相続に反対する家臣団の毒殺であるとも言われている。

## 系譜
- 父：増山正賢（1754年 - 1819年）
- 母：不詳
- 養父：毛利匡邦（1761年 - 1832年）
- 正室：なし
- 養子
  - 男子：毛利元世（1796年 - 1845年） - 堀田正敦の六男